# 1322 Coppernicus
1322 Coppernicus eller 1934 LA är en asteroid i huvudbältet, som upptäcktes 15 juni 1934 av den tyske astronomen Karl Wilhelm Reinmuth i Heidelberg. Den har fått sitt namn efter den polske astronomen Nicolaus Copernicus.
Asteroiden har en diameter på ungefär 9 kilometer.